# Tropicale Amissa Bongo 2019
La 14.ª edición de la competición ciclista Tropicale Amissa Bongo fue una carrera de ciclismo en ruta por etapas que se celebró entre el 21 y el 27 de enero en Gabón sobre un recorrido de 860 kilómetros.
La carrera hizo parte del UCI Africa Tour 2019 dentro de la categoría UCI 2.1. El vencedor final fue el italiano Niccolò Bonifazio del Direct Énergie seguido del francés Lorrenzo Manzin del Vital Concept-B&B Hotels y el alemán André Greipel del Arkéa Samsic.

## Equipos participantes
Tomaron parte en la carrera 15 equipos: 4 de categoría Profesional Continental; 1 de categoría Continental y 10 selecciones nacionales. Formando así un pelotón de 90 ciclistas de los que acabaron 80. Los equipos participantes fueron:
| Equipos continentales profesionales (4)- Direct Énergie - Arkéa-Samsic - Vital Concept-B&B Hotels - Androni Giocattoli-Sidermec Equipo continental- ProTouch Equipos nacionales (10)- Argelia - Burkina Faso - Camerún - Costa de Marfil - Eritrea - Etiopía - Gabón - Marruecos - Ruanda - Mauricio |
| |

## Recorrido
La Tropicale Amissa Bongo dispuso de siete etapas para un recorrido total de 860 kilómetros.
| Etapa     | Fecha     | Recorrido             | type            | Distancia (km) | Ganador           | Líder             |
| --------- | --------- | --------------------- | --------------- | -------------- | ----------------- | ----------------- |
| 1.ª etapa | 21 de ene | Bongoville – Moanda   | etapa escarpada | 100            | Niccolò Bonifazio | Niccolò Bonifazio |
| 2.ª etapa | 22 de ene | Franceville – Okondja | etapa llana     | 170            | Niccolò Bonifazio | Niccolò Bonifazio |
| 3.ª etapa | 23 de ene | Léconi – Franceville  | etapa llana     | 100            | Biniam Girmay     | Niccolò Bonifazio |
| 4.ª etapa | 24 de ene | Mitzic – Oyem         | etapa llana     | 120            | Lorrenzo Manzin   | Niccolò Bonifazio |
| 5.ª etapa | 25 de ene | Bitam – Mongomo       | etapa llana     | 120            | Niccolò Bonifazio | Niccolò Bonifazio |
| 6.ª etapa | 26 de ene | Bitam – Oyem          | etapa llana     | 110            | André Greipel     | Niccolò Bonifazio |
| 7.ª etapa | 27 de ene | Nkok – Libreville     | etapa llana     | 140            | Lorrenzo Manzin   | Niccolò Bonifazio |

## Desarrollo de la carrera

### 1.ª etapa
| Bongoville - Moanda | etapa escarpada | (100 km) |

| \| Clasificación de la etapa \| Clasificación de la etapa \| Clasificación de la etapa \| Clasificación de la etapa \| Clasificación de la etapa \| \| Ciclista \| Ciclista \| Equipo \| Tiempo \| \| \| ------------------------- \| ------------------------- \| --------------------------- \| ------------------------- \| ------------------------- \| \| 1.º \| Niccolò Bonifazio \| Direct Énergie \| 2 h 43 min 23 s \| \| \| 2.º \| Lorrenzo Manzin \| Vital Concept-B&B Hotels \| + 0 s \| \| \| 3.º \| André Greipel \| Arkéa-Samsic \| + 0 s \| \| \| 4.º \| Youcef Reguigui \| Argelia \| + 0 s \| \| \| 5.º \| Henok Mulubrhan \| Eritrea \| + 0 s \| \| \| 6.º \| Alexandre Pichot \| Direct Énergie \| + 0 s \| \| \| 7.º \| Rohan du Plooy \| ProTouch \| + 0 s \| \| \| 8.º \| Andrea Vendrame \| Androni Giocattoli-Sidermec \| + 0 s \| \| \| 9.º \| Abderrahmane Hamza \| Argelia \| + 0 s \| \| \| 10.º \| Sirak Tesfom \| Eritrea \| + 0 s \| \| |                    |                             |                 |
| |                    |                             |                 |
| |                    |                             |                 |
| Clasificación de la etapa |                    |                             |                 |
| Ciclista | Ciclista           | Equipo                      | Tiempo          |
| 1.º | Niccolò Bonifazio  | Direct Énergie              | 2 h 43 min 23 s |
| 2.º | Lorrenzo Manzin    | Vital Concept-B&B Hotels    | + 0 s           |
| 3.º | André Greipel      | Arkéa-Samsic                | + 0 s           |
| 4.º | Youcef Reguigui    | Argelia                     | + 0 s           |
| 5.º | Henok Mulubrhan    | Eritrea                     | + 0 s           |
| 6.º | Alexandre Pichot   | Direct Énergie              | + 0 s           |
| 7.º | Rohan du Plooy     | ProTouch                    | + 0 s           |
| 8.º | Andrea Vendrame    | Androni Giocattoli-Sidermec | + 0 s           |
| 9.º | Abderrahmane Hamza | Argelia                     | + 0 s           |
| 10.º | Sirak Tesfom       | Eritrea                     | + 0 s           |

| \| Clasificación general \| Clasificación general \| Clasificación general \| Clasificación general \| Clasificación general \| \| Ciclista \| Ciclista \| Equipo \| Tiempo \| \| \| --------------------- \| --------------------- \| --------------------------- \| --------------------- \| --------------------- \| \| 1.º \| Niccolò Bonifazio \| Direct Énergie \| 2 h 43 min 13 s \| \| \| 2.º \| Sirak Tesfom \| Eritrea \| + 2 s \| \| \| 3.º \| Didier Munyaneza \| Ruanda \| + 3 s \| \| \| 4.º \| Lorrenzo Manzin \| Vital Concept-B&B Hotels \| + 4 s \| \| \| 5.º \| André Greipel \| Arkéa-Samsic \| + 6 s \| \| \| 6.º \| Youcef Reguigui \| Argelia \| + 10 s \| \| \| 7.º \| Henok Mulubrhan \| Eritrea \| + 10 s \| \| \| 8.º \| Alexandre Pichot \| Direct Énergie \| + 10 s \| \| \| 9.º \| Rohan du Plooy \| ProTouch \| + 10 s \| \| \| 10.º \| Andrea Vendrame \| Androni Giocattoli-Sidermec \| + 10 s \| \| |                   |                             |                 |
| |                   |                             |                 |
| |                   |                             |                 |
| Clasificación general |                   |                             |                 |
| Ciclista | Ciclista          | Equipo                      | Tiempo          |
| 1.º | Niccolò Bonifazio | Direct Énergie              | 2 h 43 min 13 s |
| 2.º | Sirak Tesfom      | Eritrea                     | + 2 s           |
| 3.º | Didier Munyaneza  | Ruanda                      | + 3 s           |
| 4.º | Lorrenzo Manzin   | Vital Concept-B&B Hotels    | + 4 s           |
| 5.º | André Greipel     | Arkéa-Samsic                | + 6 s           |
| 6.º | Youcef Reguigui   | Argelia                     | + 10 s          |
| 7.º | Henok Mulubrhan   | Eritrea                     | + 10 s          |
| 8.º | Alexandre Pichot  | Direct Énergie              | + 10 s          |
| 9.º | Rohan du Plooy    | ProTouch                    | + 10 s          |
| 10.º | Andrea Vendrame   | Androni Giocattoli-Sidermec | + 10 s          |

### 2.ª etapa
| Franceville - Okondja | etapa llana | (170 km) |

| \| Clasificación de la etapa \| Clasificación de la etapa \| Clasificación de la etapa \| Clasificación de la etapa \| Clasificación de la etapa \| \| Ciclista \| Ciclista \| Equipo \| Tiempo \| \| \| ------------------------- \| ------------------------- \| --------------------------- \| ------------------------- \| ------------------------- \| \| 1.º \| Niccolò Bonifazio \| Direct Énergie \| 4 h 04 min 23 s \| \| \| 2.º \| André Greipel \| Arkéa-Samsic \| + 0 s \| \| \| 3.º \| Bonaventure Uwizeyimana \| Ruanda \| + 0 s \| \| \| 4.º \| Andrea Vendrame \| Androni Giocattoli-Sidermec \| + 0 s \| \| \| 5.º \| Fiseha Gebremariam \| Etiopía \| + 0 s \| \| \| 6.º \| Youcef Reguigui \| Argelia \| + 0 s \| \| \| 7.º \| Metkel Eyob \| Eritrea \| + 0 s \| \| \| 8.º \| Redwan Ebrahim \| Etiopía \| + 0 s \| \| \| 9.º \| Alexandre Mayer \| Mauricio \| + 0 s \| \| \| 10.º \| Lahcen Sabbehi \| Marruecos \| + 0 s \| \| |                         |                             |                 |
| |                         |                             |                 |
| |                         |                             |                 |
| Clasificación de la etapa |                         |                             |                 |
| Ciclista | Ciclista                | Equipo                      | Tiempo          |
| 1.º | Niccolò Bonifazio       | Direct Énergie              | 4 h 04 min 23 s |
| 2.º | André Greipel           | Arkéa-Samsic                | + 0 s           |
| 3.º | Bonaventure Uwizeyimana | Ruanda                      | + 0 s           |
| 4.º | Andrea Vendrame         | Androni Giocattoli-Sidermec | + 0 s           |
| 5.º | Fiseha Gebremariam      | Etiopía                     | + 0 s           |
| 6.º | Youcef Reguigui         | Argelia                     | + 0 s           |
| 7.º | Metkel Eyob             | Eritrea                     | + 0 s           |
| 8.º | Redwan Ebrahim          | Etiopía                     | + 0 s           |
| 9.º | Alexandre Mayer         | Mauricio                    | + 0 s           |
| 10.º | Lahcen Sabbehi          | Marruecos                   | + 0 s           |

| \| Clasificación general \| Clasificación general \| Clasificación general \| Clasificación general \| Clasificación general \| \| Ciclista \| Ciclista \| Equipo \| Tiempo \| \| \| --------------------- \| ----------------------- \| ------------------------ \| --------------------- \| --------------------- \| \| 1.º \| Niccolò Bonifazio \| Direct Énergie \| 6 h 47 min 26 s \| \| \| 2.º \| Sirak Tesfom \| Eritrea \| + 9 s \| \| \| 3.º \| André Greipel \| Arkéa-Samsic \| + 10 s \| \| \| 4.º \| Didier Munyaneza \| Ruanda \| + 13 s \| \| \| 5.º \| Lorrenzo Manzin \| Vital Concept-B&B Hotels \| + 14 s \| \| \| 6.º \| Bonaventure Uwizeyimana \| Ruanda \| + 16 s \| \| \| 7.º \| Daniel Teklehaimanot \| Eritrea \| + 17 s \| \| \| 8.º \| Rohan du Plooy \| ProTouch \| + 18 s \| \| \| 9.º \| Adrien Petit \| Direct Énergie \| + 19 s \| \| \| 10.º \| Youcef Reguigui \| Argelia \| + 20 s \| \| |                         |                          |                 |
| |                         |                          |                 |
| |                         |                          |                 |
| Clasificación general |                         |                          |                 |
| Ciclista | Ciclista                | Equipo                   | Tiempo          |
| 1.º | Niccolò Bonifazio       | Direct Énergie           | 6 h 47 min 26 s |
| 2.º | Sirak Tesfom            | Eritrea                  | + 9 s           |
| 3.º | André Greipel           | Arkéa-Samsic             | + 10 s          |
| 4.º | Didier Munyaneza        | Ruanda                   | + 13 s          |
| 5.º | Lorrenzo Manzin         | Vital Concept-B&B Hotels | + 14 s          |
| 6.º | Bonaventure Uwizeyimana | Ruanda                   | + 16 s          |
| 7.º | Daniel Teklehaimanot    | Eritrea                  | + 17 s          |
| 8.º | Rohan du Plooy          | ProTouch                 | + 18 s          |
| 9.º | Adrien Petit            | Direct Énergie           | + 19 s          |
| 10.º | Youcef Reguigui         | Argelia                  | + 20 s          |

### 3.ª etapa
| Léconi - Franceville | etapa llana | (100 km) |

| \| Clasificación de la etapa \| Clasificación de la etapa \| Clasificación de la etapa \| Clasificación de la etapa \| Clasificación de la etapa \| \| Ciclista \| Ciclista \| Equipo \| Tiempo \| \| \| ------------------------- \| ------------------------- \| --------------------------- \| ------------------------- \| ------------------------- \| \| 1.º \| Biniam Girmay \| Eritrea \| 2 h 35 min 09 s \| \| \| 2.º \| Youcef Reguigui \| Argelia \| + 0 s \| \| \| 3.º \| Niccolò Bonifazio \| Direct Énergie \| + 0 s \| \| \| 4.º \| Lorrenzo Manzin \| Vital Concept-B&B Hotels \| + 0 s \| \| \| 5.º \| André Greipel \| Arkéa-Samsic \| + 0 s \| \| \| 6.º \| Andrea Vendrame \| Androni Giocattoli-Sidermec \| + 0 s \| \| \| 7.º \| Rohan du Plooy \| ProTouch \| + 0 s \| \| \| 8.º \| Henok Mulubrhan \| Eritrea \| + 0 s \| \| \| 9.º \| Alessandro Bisolti \| Androni Giocattoli-Sidermec \| + 0 s \| \| \| 10.º \| Issiaka Cissé \| Costa de Marfil \| + 0 s \| \| |                    |                             |                 |
| |                    |                             |                 |
| |                    |                             |                 |
| Clasificación de la etapa |                    |                             |                 |
| Ciclista | Ciclista           | Equipo                      | Tiempo          |
| 1.º | Biniam Girmay      | Eritrea                     | 2 h 35 min 09 s |
| 2.º | Youcef Reguigui    | Argelia                     | + 0 s           |
| 3.º | Niccolò Bonifazio  | Direct Énergie              | + 0 s           |
| 4.º | Lorrenzo Manzin    | Vital Concept-B&B Hotels    | + 0 s           |
| 5.º | André Greipel      | Arkéa-Samsic                | + 0 s           |
| 6.º | Andrea Vendrame    | Androni Giocattoli-Sidermec | + 0 s           |
| 7.º | Rohan du Plooy     | ProTouch                    | + 0 s           |
| 8.º | Henok Mulubrhan    | Eritrea                     | + 0 s           |
| 9.º | Alessandro Bisolti | Androni Giocattoli-Sidermec | + 0 s           |
| 10.º | Issiaka Cissé      | Costa de Marfil             | + 0 s           |

| \| Clasificación general \| Clasificación general \| Clasificación general \| Clasificación general \| Clasificación general \| \| Ciclista \| Ciclista \| Equipo \| Tiempo \| \| \| --------------------- \| --------------------- \| ------------------------ \| --------------------- \| --------------------- \| \| 1.º \| Niccolò Bonifazio \| Direct Énergie \| \| \| \| 2.º \| Sirak Tesfom \| Eritrea \| + 13 s \| \| \| 3.º \| André Greipel \| Arkéa-Samsic \| + 14 s \| \| \| 4.º \| Youcef Reguigui \| Argelia \| + 17 s \| \| \| 5.º \| Didier Munyaneza \| Ruanda \| + 17 s \| \| \| 6.º \| Lorrenzo Manzin \| Vital Concept-B&B Hotels \| + 18 s \| \| \| 7.º \| Metkel Eyob \| Eritrea \| + 19 s \| \| \| 8.º \| Henok Mulubrhan \| Eritrea \| + 21 s \| \| \| 9.º \| Daniel Teklehaimanot \| Eritrea \| + 21 s \| \| \| 10.º \| Rohan du Plooy \| ProTouch \| + 22 s \| \| |                      |                          |        |
| |                      |                          |        |
| |                      |                          |        |
| Clasificación general |                      |                          |        |
| Ciclista | Ciclista             | Equipo                   | Tiempo |
| 1.º | Niccolò Bonifazio    | Direct Énergie           |        |
| 2.º | Sirak Tesfom         | Eritrea                  | + 13 s |
| 3.º | André Greipel        | Arkéa-Samsic             | + 14 s |
| 4.º | Youcef Reguigui      | Argelia                  | + 17 s |
| 5.º | Didier Munyaneza     | Ruanda                   | + 17 s |
| 6.º | Lorrenzo Manzin      | Vital Concept-B&B Hotels | + 18 s |
| 7.º | Metkel Eyob          | Eritrea                  | + 19 s |
| 8.º | Henok Mulubrhan      | Eritrea                  | + 21 s |
| 9.º | Daniel Teklehaimanot | Eritrea                  | + 21 s |
| 10.º | Rohan du Plooy       | ProTouch                 | + 22 s |

### 4.ª etapa
| Mitzic - Oyem | etapa llana | (120 km) |

| \| Clasificación de la etapa \| Clasificación de la etapa \| Clasificación de la etapa \| Clasificación de la etapa \| Clasificación de la etapa \| \| Ciclista \| Ciclista \| Equipo \| Tiempo \| \| \| ------------------------- \| ------------------------- \| --------------------------- \| ------------------------- \| ------------------------- \| \| 1.º \| Lorrenzo Manzin \| Vital Concept-B&B Hotels \| 2 h 35 min 24 s \| \| \| 2.º \| Niccolò Bonifazio \| Direct Énergie \| + 0 s \| \| \| 3.º \| Matteo Pelucchi \| Androni Giocattoli-Sidermec \| + 0 s \| \| \| 4.º \| André Greipel \| Arkéa-Samsic \| + 0 s \| \| \| 5.º \| Youcef Reguigui \| Argelia \| + 0 s \| \| \| 6.º \| Andrea Vendrame \| Androni Giocattoli-Sidermec \| + 0 s \| \| \| 7.º \| Henok Mulubrhan \| Eritrea \| + 0 s \| \| \| 8.º \| Metkel Eyob \| Eritrea \| + 0 s \| \| \| 9.º \| Bonaventure Uwizeyimana \| Ruanda \| + 0 s \| \| \| 10.º \| Rohan du Plooy \| ProTouch \| + 0 s \| \| |                         |                             |                 |
| |                         |                             |                 |
| |                         |                             |                 |
| Clasificación de la etapa |                         |                             |                 |
| Ciclista | Ciclista                | Equipo                      | Tiempo          |
| 1.º | Lorrenzo Manzin         | Vital Concept-B&B Hotels    | 2 h 35 min 24 s |
| 2.º | Niccolò Bonifazio       | Direct Énergie              | + 0 s           |
| 3.º | Matteo Pelucchi         | Androni Giocattoli-Sidermec | + 0 s           |
| 4.º | André Greipel           | Arkéa-Samsic                | + 0 s           |
| 5.º | Youcef Reguigui         | Argelia                     | + 0 s           |
| 6.º | Andrea Vendrame         | Androni Giocattoli-Sidermec | + 0 s           |
| 7.º | Henok Mulubrhan         | Eritrea                     | + 0 s           |
| 8.º | Metkel Eyob             | Eritrea                     | + 0 s           |
| 9.º | Bonaventure Uwizeyimana | Ruanda                      | + 0 s           |
| 10.º | Rohan du Plooy          | ProTouch                    | + 0 s           |

| \| Clasificación general \| Clasificación general \| Clasificación general \| Clasificación general \| Clasificación general \| \| Ciclista \| Ciclista \| Equipo \| Tiempo \| \| \| --------------------- \| --------------------- \| ------------------------ \| --------------------- \| --------------------- \| \| 1.º \| Niccolò Bonifazio \| Direct Énergie \| 11 h 57 min 49 s \| \| \| 2.º \| Lorrenzo Manzin \| Vital Concept-B&B Hotels \| + 14 s \| \| \| 3.º \| Sirak Tesfom \| Eritrea \| + 16 s \| \| \| 4.º \| André Greipel \| Arkéa-Samsic \| + 20 s \| \| \| 5.º \| Youcef Reguigui \| Argelia \| + 23 s \| \| \| 6.º \| Didier Munyaneza \| Ruanda \| + 23 s \| \| \| 7.º \| Daniel Teklehaimanot \| Eritrea \| + 24 s \| \| \| 8.º \| Metkel Eyob \| Eritrea \| + 25 s \| \| \| 9.º \| Henok Mulubrhan \| Eritrea \| + 27 s \| \| \| 10.º \| Rohan du Plooy \| ProTouch \| + 28 s \| \| |                      |                          |                  |
| |                      |                          |                  |
| |                      |                          |                  |
| Clasificación general |                      |                          |                  |
| Ciclista | Ciclista             | Equipo                   | Tiempo           |
| 1.º | Niccolò Bonifazio    | Direct Énergie           | 11 h 57 min 49 s |
| 2.º | Lorrenzo Manzin      | Vital Concept-B&B Hotels | + 14 s           |
| 3.º | Sirak Tesfom         | Eritrea                  | + 16 s           |
| 4.º | André Greipel        | Arkéa-Samsic             | + 20 s           |
| 5.º | Youcef Reguigui      | Argelia                  | + 23 s           |
| 6.º | Didier Munyaneza     | Ruanda                   | + 23 s           |
| 7.º | Daniel Teklehaimanot | Eritrea                  | + 24 s           |
| 8.º | Metkel Eyob          | Eritrea                  | + 25 s           |
| 9.º | Henok Mulubrhan      | Eritrea                  | + 27 s           |
| 10.º | Rohan du Plooy       | ProTouch                 | + 28 s           |

### 5.ª etapa
| Bitam - Mongomo | etapa llana | (120 km) |

| \| Clasificación de la etapa \| Clasificación de la etapa \| Clasificación de la etapa \| Clasificación de la etapa \| Clasificación de la etapa \| \| Ciclista \| Ciclista \| Equipo \| Tiempo \| \| \| ------------------------- \| ------------------------- \| --------------------------- \| ------------------------- \| ------------------------- \| \| 1.º \| Niccolò Bonifazio \| Direct Énergie \| 3 h 04 min 52 s \| \| \| 2.º \| Youcef Reguigui \| Argelia \| + 0 s \| \| \| 3.º \| Lorrenzo Manzin \| Vital Concept-B&B Hotels \| + 0 s \| \| \| 4.º \| Matteo Pelucchi \| Androni Giocattoli-Sidermec \| + 0 s \| \| \| 5.º \| Biniam Girmay \| Eritrea \| + 0 s \| \| \| 6.º \| André Greipel \| Arkéa-Samsic \| + 0 s \| \| \| 7.º \| Rohan du Plooy \| ProTouch \| + 0 s \| \| \| 8.º \| Henok Mulubrhan \| Eritrea \| + 0 s \| \| \| 9.º \| Andrea Vendrame \| Androni Giocattoli-Sidermec \| + 0 s \| \| \| 10.º \| Alexandre Mayer \| Mauricio \| + 0 s \| \| |                   |                             |                 |
| |                   |                             |                 |
| |                   |                             |                 |
| Clasificación de la etapa |                   |                             |                 |
| Ciclista | Ciclista          | Equipo                      | Tiempo          |
| 1.º | Niccolò Bonifazio | Direct Énergie              | 3 h 04 min 52 s |
| 2.º | Youcef Reguigui   | Argelia                     | + 0 s           |
| 3.º | Lorrenzo Manzin   | Vital Concept-B&B Hotels    | + 0 s           |
| 4.º | Matteo Pelucchi   | Androni Giocattoli-Sidermec | + 0 s           |
| 5.º | Biniam Girmay     | Eritrea                     | + 0 s           |
| 6.º | André Greipel     | Arkéa-Samsic                | + 0 s           |
| 7.º | Rohan du Plooy    | ProTouch                    | + 0 s           |
| 8.º | Henok Mulubrhan   | Eritrea                     | + 0 s           |
| 9.º | Andrea Vendrame   | Androni Giocattoli-Sidermec | + 0 s           |
| 10.º | Alexandre Mayer   | Mauricio                    | + 0 s           |

| \| Clasificación general \| Clasificación general \| Clasificación general \| Clasificación general \| Clasificación general \| \| Ciclista \| Ciclista \| Equipo \| Tiempo \| \| \| --------------------- \| --------------------- \| ------------------------ \| --------------------- \| --------------------- \| \| 1.º \| Niccolò Bonifazio \| Direct Énergie \| 15 h 02 min 30 s \| \| \| 2.º \| Lorrenzo Manzin \| Vital Concept-B&B Hotels \| + 20 s \| \| \| 3.º \| Sirak Tesfom \| Eritrea \| + 26 s \| \| \| 4.º \| Youcef Reguigui \| Argelia \| + 27 s \| \| \| 5.º \| Metkel Eyob \| Eritrea \| + 28 s \| \| \| 6.º \| André Greipel \| Arkéa-Samsic \| + 30 s \| \| \| 7.º \| Didier Munyaneza \| Ruanda \| + 33 s \| \| \| 8.º \| Daniel Teklehaimanot \| Eritrea \| + 34 s \| \| \| 9.º \| Henok Mulubrhan \| Eritrea \| + 37 s \| \| \| 10.º \| Rohan du Plooy \| ProTouch \| + 38 s \| \| |                      |                          |                  |
| |                      |                          |                  |
| |                      |                          |                  |
| Clasificación general |                      |                          |                  |
| Ciclista | Ciclista             | Equipo                   | Tiempo           |
| 1.º | Niccolò Bonifazio    | Direct Énergie           | 15 h 02 min 30 s |
| 2.º | Lorrenzo Manzin      | Vital Concept-B&B Hotels | + 20 s           |
| 3.º | Sirak Tesfom         | Eritrea                  | + 26 s           |
| 4.º | Youcef Reguigui      | Argelia                  | + 27 s           |
| 5.º | Metkel Eyob          | Eritrea                  | + 28 s           |
| 6.º | André Greipel        | Arkéa-Samsic             | + 30 s           |
| 7.º | Didier Munyaneza     | Ruanda                   | + 33 s           |
| 8.º | Daniel Teklehaimanot | Eritrea                  | + 34 s           |
| 9.º | Henok Mulubrhan      | Eritrea                  | + 37 s           |
| 10.º | Rohan du Plooy       | ProTouch                 | + 38 s           |

### 6.ª etapa
| Bitam - Oyem | etapa llana | (110 km) |

| \| Clasificación de la etapa \| Clasificación de la etapa \| Clasificación de la etapa \| Clasificación de la etapa \| Clasificación de la etapa \| \| Ciclista \| Ciclista \| Equipo \| Tiempo \| \| \| ------------------------- \| ------------------------- \| --------------------------- \| ------------------------- \| ------------------------- \| \| 1.º \| André Greipel \| Arkéa-Samsic \| 2 h 30 min 54 s \| \| \| 2.º \| Youcef Reguigui \| Argelia \| + 0 s \| \| \| 3.º \| Lorrenzo Manzin \| Vital Concept-B&B Hotels \| + 0 s \| \| \| 4.º \| Matteo Pelucchi \| Androni Giocattoli-Sidermec \| + 0 s \| \| \| 5.º \| Biniam Girmay \| Eritrea \| + 0 s \| \| \| 6.º \| Maxime Cam \| Vital Concept-B&B Hotels \| + 0 s \| \| \| 7.º \| Niccolò Bonifazio \| Direct Énergie \| + 0 s \| \| \| 8.º \| Redwan Ebrahim \| Etiopía \| + 0 s \| \| \| 9.º \| Andrea Vendrame \| Androni Giocattoli-Sidermec \| + 0 s \| \| \| 10.º \| Daniel Teklehaimanot \| Eritrea \| + 0 s \| \| |                      |                             |                 |
| |                      |                             |                 |
| |                      |                             |                 |
| Clasificación de la etapa |                      |                             |                 |
| Ciclista | Ciclista             | Equipo                      | Tiempo          |
| 1.º | André Greipel        | Arkéa-Samsic                | 2 h 30 min 54 s |
| 2.º | Youcef Reguigui      | Argelia                     | + 0 s           |
| 3.º | Lorrenzo Manzin      | Vital Concept-B&B Hotels    | + 0 s           |
| 4.º | Matteo Pelucchi      | Androni Giocattoli-Sidermec | + 0 s           |
| 5.º | Biniam Girmay        | Eritrea                     | + 0 s           |
| 6.º | Maxime Cam           | Vital Concept-B&B Hotels    | + 0 s           |
| 7.º | Niccolò Bonifazio    | Direct Énergie              | + 0 s           |
| 8.º | Redwan Ebrahim       | Etiopía                     | + 0 s           |
| 9.º | Andrea Vendrame      | Androni Giocattoli-Sidermec | + 0 s           |
| 10.º | Daniel Teklehaimanot | Eritrea                     | + 0 s           |

| \| Clasificación general \| Clasificación general \| Clasificación general \| Clasificación general \| Clasificación general \| \| Ciclista \| Ciclista \| Equipo \| Tiempo \| \| \| --------------------- \| --------------------- \| ------------------------ \| --------------------- \| --------------------- \| \| 1.º \| Niccolò Bonifazio \| Direct Énergie \| 17 h 33 min 24 s \| \| \| 2.º \| Lorrenzo Manzin \| Vital Concept-B&B Hotels \| + 16 s \| \| \| 3.º \| André Greipel \| Arkéa-Samsic \| + 20 s \| \| \| 4.º \| Youcef Reguigui \| Argelia \| + 21 s \| \| \| 5.º \| Sirak Tesfom \| Eritrea \| + 26 s \| \| \| 6.º \| Metkel Eyob \| Eritrea \| + 28 s \| \| \| 7.º \| Didier Munyaneza \| Ruanda \| + 33 s \| \| \| 8.º \| Daniel Teklehaimanot \| Eritrea \| + 34 s \| \| \| 9.º \| Henok Mulubrhan \| Eritrea \| + 37 s \| \| \| 10.º \| Rohan du Plooy \| ProTouch \| + 38 s \| \| |                      |                          |                  |
| |                      |                          |                  |
| |                      |                          |                  |
| Clasificación general |                      |                          |                  |
| Ciclista | Ciclista             | Equipo                   | Tiempo           |
| 1.º | Niccolò Bonifazio    | Direct Énergie           | 17 h 33 min 24 s |
| 2.º | Lorrenzo Manzin      | Vital Concept-B&B Hotels | + 16 s           |
| 3.º | André Greipel        | Arkéa-Samsic             | + 20 s           |
| 4.º | Youcef Reguigui      | Argelia                  | + 21 s           |
| 5.º | Sirak Tesfom         | Eritrea                  | + 26 s           |
| 6.º | Metkel Eyob          | Eritrea                  | + 28 s           |
| 7.º | Didier Munyaneza     | Ruanda                   | + 33 s           |
| 8.º | Daniel Teklehaimanot | Eritrea                  | + 34 s           |
| 9.º | Henok Mulubrhan      | Eritrea                  | + 37 s           |
| 10.º | Rohan du Plooy       | ProTouch                 | + 38 s           |

### 7.ª etapa
| Nkok - Libreville | etapa llana | (140 km) |

| \| Clasificación de la etapa \| Clasificación de la etapa \| Clasificación de la etapa \| Clasificación de la etapa \| Clasificación de la etapa \| \| Ciclista \| Ciclista \| Equipo \| Tiempo \| \| \| ------------------------- \| ------------------------- \| --------------------------- \| ------------------------- \| ------------------------- \| \| 1.º \| Lorrenzo Manzin \| Vital Concept-B&B Hotels \| 3 h 06 min 01 s \| \| \| 2.º \| André Greipel \| Arkéa-Samsic \| + 0 s \| \| \| 3.º \| Youcef Reguigui \| Argelia \| + 0 s \| \| \| 4.º \| Biniam Girmay \| Eritrea \| + 0 s \| \| \| 5.º \| Matteo Pelucchi \| Androni Giocattoli-Sidermec \| + 0 s \| \| \| 6.º \| Henok Mulubrhan \| Eritrea \| + 0 s \| \| \| 7.º \| Niccolò Bonifazio \| Direct Énergie \| + 0 s \| \| \| 8.º \| Rohan du Plooy \| ProTouch \| + 0 s \| \| \| 9.º \| Bonaventure Uwizeyimana \| Ruanda \| + 0 s \| \| \| 10.º \| Issiaka Cissé \| Costa de Marfil \| + 0 s \| \| |                         |                             |                 |
| |                         |                             |                 |
| |                         |                             |                 |
| Clasificación de la etapa |                         |                             |                 |
| Ciclista | Ciclista                | Equipo                      | Tiempo          |
| 1.º | Lorrenzo Manzin         | Vital Concept-B&B Hotels    | 3 h 06 min 01 s |
| 2.º | André Greipel           | Arkéa-Samsic                | + 0 s           |
| 3.º | Youcef Reguigui         | Argelia                     | + 0 s           |
| 4.º | Biniam Girmay           | Eritrea                     | + 0 s           |
| 5.º | Matteo Pelucchi         | Androni Giocattoli-Sidermec | + 0 s           |
| 6.º | Henok Mulubrhan         | Eritrea                     | + 0 s           |
| 7.º | Niccolò Bonifazio       | Direct Énergie              | + 0 s           |
| 8.º | Rohan du Plooy          | ProTouch                    | + 0 s           |
| 9.º | Bonaventure Uwizeyimana | Ruanda                      | + 0 s           |
| 10.º | Issiaka Cissé           | Costa de Marfil             | + 0 s           |

## Clasificaciones finales
- Las clasificaciones finalizaron de la siguiente forma:[5]

### Clasificación general
| \| Clasificación general \| Clasificación general \| Clasificación general \| Clasificación general \| Clasificación general \| \| Ciclista \| Ciclista \| Equipo \| Tiempo \| \| \| --------------------- \| --------------------- \| --------------------------- \| --------------------- \| --------------------- \| \| 1.º \| Niccolò Bonifazio \| Direct Énergie \| 20 h 39 min 25 s \| \| \| 2.º \| Lorrenzo Manzin \| Vital Concept-B&B Hotels \| + 6 s \| \| \| 3.º \| André Greipel \| Arkéa-Samsic \| + 14 s \| \| \| 4.º \| Youcef Reguigui \| Argelia \| + 17 s \| \| \| 5.º \| Sirak Tesfom \| Eritrea \| + 26 s \| \| \| 6.º \| Metkel Eyob \| Eritrea \| + 28 s \| \| \| 7.º \| Alessandro Bisolti \| Androni Giocattoli-Sidermec \| + 32 s \| \| \| 8.º \| Didier Munyaneza \| Ruanda \| + 33 s \| \| \| 9.º \| Daniel Teklehaimanot \| Eritrea \| + 34 s \| \| \| 10.º \| Henok Mulubrhan \| Eritrea \| + 37 s \| \| |                      |                             |                  |
| |                      |                             |                  |
| Fuente: ProCyclingStats |                      |                             |                  |
| Clasificación general |                      |                             |                  |
| Ciclista | Ciclista             | Equipo                      | Tiempo           |
| 1.º | Niccolò Bonifazio    | Direct Énergie              | 20 h 39 min 25 s |
| 2.º | Lorrenzo Manzin      | Vital Concept-B&B Hotels    | + 6 s            |
| 3.º | André Greipel        | Arkéa-Samsic                | + 14 s           |
| 4.º | Youcef Reguigui      | Argelia                     | + 17 s           |
| 5.º | Sirak Tesfom         | Eritrea                     | + 26 s           |
| 6.º | Metkel Eyob          | Eritrea                     | + 28 s           |
| 7.º | Alessandro Bisolti   | Androni Giocattoli-Sidermec | + 32 s           |
| 8.º | Didier Munyaneza     | Ruanda                      | + 33 s           |
| 9.º | Daniel Teklehaimanot | Eritrea                     | + 34 s           |
| 10.º | Henok Mulubrhan      | Eritrea                     | + 37 s           |

### Clasificación de la montaña
| Clasificación de la montaña | Clasificación de la montaña | Clasificación de la montaña | Clasificación de la montaña | Clasificación de la montaña |
| Ciclista                    | Ciclista                    | Equipo                      | Puntos                      |                             |
| --------------------------- | --------------------------- | --------------------------- | --------------------------- | --------------------------- |
| 1.º                         | Sirak Tesfom                | Eritrea                     | 21 pts                      |                             |
| 2.º                         | Marco Frapporti             | Androni Giocattoli-Sidermec | 18 pts                      |                             |
| 3.º                         | Abderrahmane Mansouri       | Argelia                     | 16 pts                      |                             |
| 4.º                         | Samuel Mugisha              | Ruanda                      | 12 pts                      |                             |
| 5.º                         | Matteo Busato               | Androni Giocattoli-Sidermec | 11 pts                      |                             |
| 6.º                         | Didier Munyaneza            | Ruanda                      | 11 pts                      |                             |
| 7.º                         | Youcef Reguigui             | Argelia                     | 8 pts                       |                             |
| 8.º                         | Jayde Julius                | ProTouch                    | 8 pts                       |                             |
| 9.º                         | Metkel Eyob                 | Eritrea                     | 7 pts                       |                             |
| 10.º                        | Joseph Areruya              | Ruanda                      | 7 pts                       |                             |

### Clasificación de los puntos
| Clasificación por puntos | Clasificación por puntos | Clasificación por puntos    | Clasificación por puntos | Clasificación por puntos |
| Ciclista                 | Ciclista                 | Equipo                      | Puntos                   |                          |
| ------------------------ | ------------------------ | --------------------------- | ------------------------ | ------------------------ |
| 1.º                      | Niccolò Bonifazio        | Direct Énergie              | 176 pts                  |                          |
| 2.º                      | André Greipel            | Arkéa-Samsic                | 172 pts                  |                          |
| 3.º                      | Lorrenzo Manzin          | Vital Concept-B&B Hotels    | 169 pts                  |                          |
| 4.º                      | Youcef Reguigui          | Argelia                     | 169 pts                  |                          |
| 5.º                      | Andrea Vendrame          | Androni Giocattoli-Sidermec | 102 pts                  |                          |
| 6.º                      | Henok Mulubrhan          | Eritrea                     | 99 pts                   |                          |
| 7.º                      | Matteo Pelucchi          | Androni Giocattoli-Sidermec | 92 pts                   |                          |
| 8.º                      | Rohan du Plooy           | ProTouch                    | 90 pts                   |                          |
| 9.º                      | Biniam Girmay            | Eritrea                     | 68 pts                   |                          |
| 10.º                     | Redwan Ebrahim           | Etiopía                     | 60 pts                   |                          |

### Clasificación de los jóvenes
| Clasificación del mejor joven | Clasificación del mejor joven | Clasificación del mejor joven | Clasificación del mejor joven | Clasificación del mejor joven |
| Ciclista                      | Ciclista                      | Equipo                        | Tiempo                        |                               |
| ----------------------------- | ----------------------------- | ----------------------------- | ----------------------------- | ----------------------------- |
| 1.º                           | Didier Munyaneza              | Ruanda                        | 20 h 39 min 58 s              |                               |
| 2.º                           | Henok Mulubrhan               | Eritrea                       | + 4 s                         |                               |
| 3.º                           | Samuel Mugisha                | Ruanda                        | + 7 s                         |                               |
| 4.º                           | Redwan Ebrahim                | Etiopía                       | + 11 s                        |                               |
| 5.º                           | Kibrom Teklebrhan Haylemaryam | Etiopía                       | + 11 s                        |                               |
| 6.º                           | Corentin Ermenault            | Vital Concept-B&B Hotels      | + 13 s                        |                               |
| 7.º                           | Joseph Areruya                | Ruanda                        | + 20 s                        |                               |
| 8.º                           | Dylan Redy                    | Mauricio                      | + 22 s                        |                               |
| 9.º                           | Tamrat Meresa Gebrewahd       | Etiopía                       | + 40 s                        |                               |
| 10.º                          | Alexandre Mayer               | Mauricio                      | + 49 s                        |                               |

### Clasificación por equipos
| Clasificación por equipos | Clasificación por equipos   | Clasificación por equipos | Clasificación por equipos |
| Equipo                    | Equipo                      | Tiempo                    |                           |
| ------------------------- | --------------------------- | ------------------------- | ------------------------- |
| 1.º                       | Eritrea                     | 62 h 00 min 15 s          |                           |
| 2.º                       | Direct Énergie              | + 7 s                     |                           |
| 3.º                       | Vital Concept-B&B Hotels    | + 10 s                    |                           |
| 4.º                       | Androni Giocattoli-Sidermec | + 11 s                    |                           |
| 5.º                       | Ruanda                      | + 12 s                    |                           |

## Evolución de las clasificaciones
| Etapa                   | Vencedor                | Clasificación general | Clasificación de la montaña | Clasificación de los puntos | Clasificación de los jóvenes | Clasificación por equipos |
| ----------------------- | ----------------------- | --------------------- | --------------------------- | --------------------------- | ---------------------------- | ------------------------- |
| 1.ª                     | Niccolò Bonifazio       | Niccolò Bonifazio     | Sirak Tesfom                | Niccolò Bonifazio           | Didier Munyaneza             | Direct Énergie            |
| 2.ª                     | Niccolò Bonifazio       | Niccolò Bonifazio     | Sirak Tesfom                | Niccolò Bonifazio           | Didier Munyaneza             | Direct Énergie            |
| 3.ª                     | Biniam Girmay           | Niccolò Bonifazio     | Sirak Tesfom                | Niccolò Bonifazio           | Didier Munyaneza             | Direct Énergie            |
| 4.ª                     | Lorrenzo Manzin         | Niccolò Bonifazio     | Sirak Tesfom                | Niccolò Bonifazio           | Didier Munyaneza             | Eritrea                   |
| 5.ª                     | Niccolò Bonifazio       | Niccolò Bonifazio     | Sirak Tesfom                | Niccolò Bonifazio           | Didier Munyaneza             | Eritrea                   |
| 6.ª                     | André Greipel           | Niccolò Bonifazio     | Sirak Tesfom                | Niccolò Bonifazio           | Didier Munyaneza             | Eritrea                   |
| 7.ª                     | Lorrenzo Manzin         | Niccolò Bonifazio     | Sirak Tesfom                | Niccolò Bonifazio           | Didier Munyaneza             | Eritrea                   |
| Clasificaciones finales | Clasificaciones finales | Niccolò Bonifazio     | Sirak Tesfom                | Niccolò Bonifazio           | Didier Munyaneza             | Eritrea                   |

## UCI World Ranking
La Tropicale Amissa Bongo otorgó puntos para el UCI World Ranking para corredores de los equipos en las categorías UCI WorldTeam, Profesional Continental y Equipos Continentales. Las siguientes tablas muestran el baremo de puntuación y los 10 corredores que obtuvieron más puntos:
| Posición              | 1.º | 2.º | 3.º | 4.º | 5.º | 6.º | 7.º | 8.º | 9.º | 10.º | 11.º | 12.º | 13.º-15.º | 16.º-25.º |
| Clasificación general | 125 | 85  | 70  | 60  | 50  | 40  | 35  | 30  | 25  | 20   | 15   | 10   | 5         | 3         |
| Por etapa             | 14  | 5   | 3   |     |     |     |     |     |     |      |      |      |           |           |
| Líder                 | 3   |     |     |     |     |     |     |     |     |      |      |      |           |           |

| Clasificación |                      |                             |         |       |       |       |
| Posición      | Ciclista             | Equipo                      | General | Etapa | Líder | Total |
| ------------- | -------------------- | --------------------------- | ------- | ----- | ----- | ----- |
| 1.º           | Niccolò Bonifazio    | Direct Énergie              | 125     | 50    | 18    | 193   |
| 2.º           | Lorrenzo Manzin      | Vital Concept-B&B Hotels    | 85      | 39    | -     | 124   |
| 3.º           | André Greipel        | Arkéa Samsic                | 70      | 27    | -     | 97    |
| 4.º           | Youcef Reguigui      | Argelia                     | 60      | 18    | -     | 78    |
| 5.º           | Sirak Tesfom         | Eritrea                     | 50      | -     | -     | 50    |
| 6.º           | Metkel Eyob          | Eritrea                     | 40      | -     | -     | 40    |
| 7.º           | Alessandro Bisolti   | Androni Giocattoli-Sidermec | 35      | -     | -     | 35    |
| 8.º           | Didier Munyaneza     | Ruanda                      | 30      | -     | -     | 30    |
| 9.º           | Daniel Teklehaimanot | Eritrea                     | 25      | -     | -     | 25    |
| 10.º          | Henok Mulubrhan      | Eritrea                     | 20      | -     | -     | 20    |